# Graz Hauptbahnhof
Graz Hauptbahnhof is het centraal station van de hoofdstad van Stiermarken dat werd geopend in 1847.

## Geschiedenis
Vanaf 1825 pleitte aartshertog Johann voor een spoorverbinding tussen de Donau en de Adriatische Zee om Wenen met de Oostenrijkse zeehaven Triëst te verbinden. Op 21 oktober 1844 werd de spoorlijn Graz – Müzzuschlag, onderdeel van deze verbinding, geopend. Het station in Graz, destijds Stationsplatz Graz genoemd, kwam pas in 1847 gereed. Tegelijk met het station werden ook de Annenstraße en de Keplerstraße tussen het station en de oude stad aangelegd.
Het stationsgebouw werd in 1843 ontworpen door architect Moritz von Loehr ontworpen. Het was 89 m lang, 15 m breed en kende een uitgebouwde stationshal met lange rondboogvensters en een achthoekige tijdstoren. In de jaren 60 van de 19e eeuw kwam het station in handen van de k.k. Priv. Südbahngesellschaft die het station verving omdat het door de economische bloei te klein was geworden. Onder leiding van architect Wilhelm von Flattich werd tussen 1871 en 1876 een groter gebouw opgetrokken en het eerste station was in 1878 geheel gesloopt. Dit tweede stationsgebouw, dat de naam Südbahnhof kreeg als verwijzing naar de nieuwe eigenaar, zag er net zo uit als Salzburg Hauptbahnhof dat er nog steeds staat.
In 1900 werden gedeelten van het station voor het eerst elektrisch verlicht sinds 27 april 1914 geldt dit voor het hele station. Op 1 april 1913 werd het station omgedoopt in Graz Hauptbahnhof.
In 1924 nam de BBÖ de treindienst op de Südbahn over en Graz werd ondergebracht bij de directie Villach. Na de Anschluss viel Graz onder de Reichsbahndirektion Wenen, hetgeen na afloop van de Tweede Wereldoorlog werd teruggedraaid. Het stationsgebouw werd tijdens de oorlog zo zwaar beschadigd dat het moest worden gesloopt. Voor de nieuwbouw werd een prijsvraag uitgeschreven die door Wilhelm Aduatz werd gewonnen. Hij ontwierp de hoge stationshal met de glazen gevels, de noordvleugel met twee verdiepingen en de zuidvleugel met drie verdiepingen in wederopbouw-architectuur. De oplevering van het geheel vond plaats in het voorjaar van 1956.
De stationshal staat op de monumentenlijst en is nog steeds in gebruik, de rest van het station is meerdere malen omgebouwd en uitgebreid. Zo werd eind jaren 90 de reizigerstunnel omgebouwd, waarvoor de Brunel Award werd toegekend, en de tunnel diende vervolgens als voorbeeld voor andere stations. In 2001 werden aan weerszijden van de stationshal glazen zijvleugels met winkels en restaurants toegevoegd, toen het station rolstoeltoegankelijk gemaakt werd. Kort daarvoor werden op het noordelijk deel van het stationsplein een supermarkt en het Ibis hotel gebouwd. In 2003 was Graz culturele hoofdstad van Europa wat aanleiding was om de stationshal te voorzien van een kunstwerk. Kunstenaar Peter Kogler voorzag de wanden van de hal van met geometrische figuren bedrukte kunststoffolie. Het was de bedoeling dit na 2003 weer te verwijderen, maar door de positieve reacties van de burgers en reizigers werd besloten om het te laten hangen.
In 2003 en 2004 werd het station tot mooiste station van Oostenrijk gekozen en later haalde het nog podiumplaatsen bij deze verkiezing.
In 2005 begon de verbouwing van het seinhuis tot elektronische bediening en sinds 2008 worden alle seinen en wissels in de wijde omtrekt van Graz hiervandaan centraal aangestuurd.

### Graz Hauptbahnhof 2020
Begin 2010 werd begonnen met een ombouwproject, Graz Hauptbahnhof 2020, dat in 2015 werd afgerond. Hiermee werd het station geschikt gemaakt voor de komst van de S-Bahn en de Koralmspoorlijn zodat het als OV-knooppunt tussen buurtverkeer en langafstandsdiensten gebruikt kon worden. Het nieuw ingerichte stationsplein, Europaplatz, met bus- en tramhaltes werd Nahverkehrsdrehscheibe genoemd. Het project werd uitgevoerd door de architecten Zechner & Zechner die eerder al de ombouw van de stationshal en de zuidelijke reizigerstunnel voor hun rekening namen.
De perrons werden verlengd en verhoogd van 38 cm tot 55 cm boven de spoorstaven en tussen de sporen 6 en 7 kwam een nieuw perron. Deze perrons kregen de karakteristieke gegolfde overkapping en voor de Graz-Köflacher Bahn werd aan de zuidwest kant een eilandperron tussen de sporen 9 en 10 toegevoegd dat bereikbaar is door de verlengde zuidelijke reizigerstunnel. Dit betekende een vergroting van de capaciteit van het station. De noordelijke reizigerstunnel is geheel opnieuw gebouwd en aan de westkant doorgetrokken tot een nieuwe toegang bij de watertoren aan de Waagner-Biro-Straße. Door deze toegang is het station nu ook met de wijken ten westen van het spoor verbonden. Een deel van de wand is net als de stationshal opgesierd door de kunstenaar Peter Kogler. De nieuwe noordelijke reizigerstunnel werd op 10 april 2013 geopend.

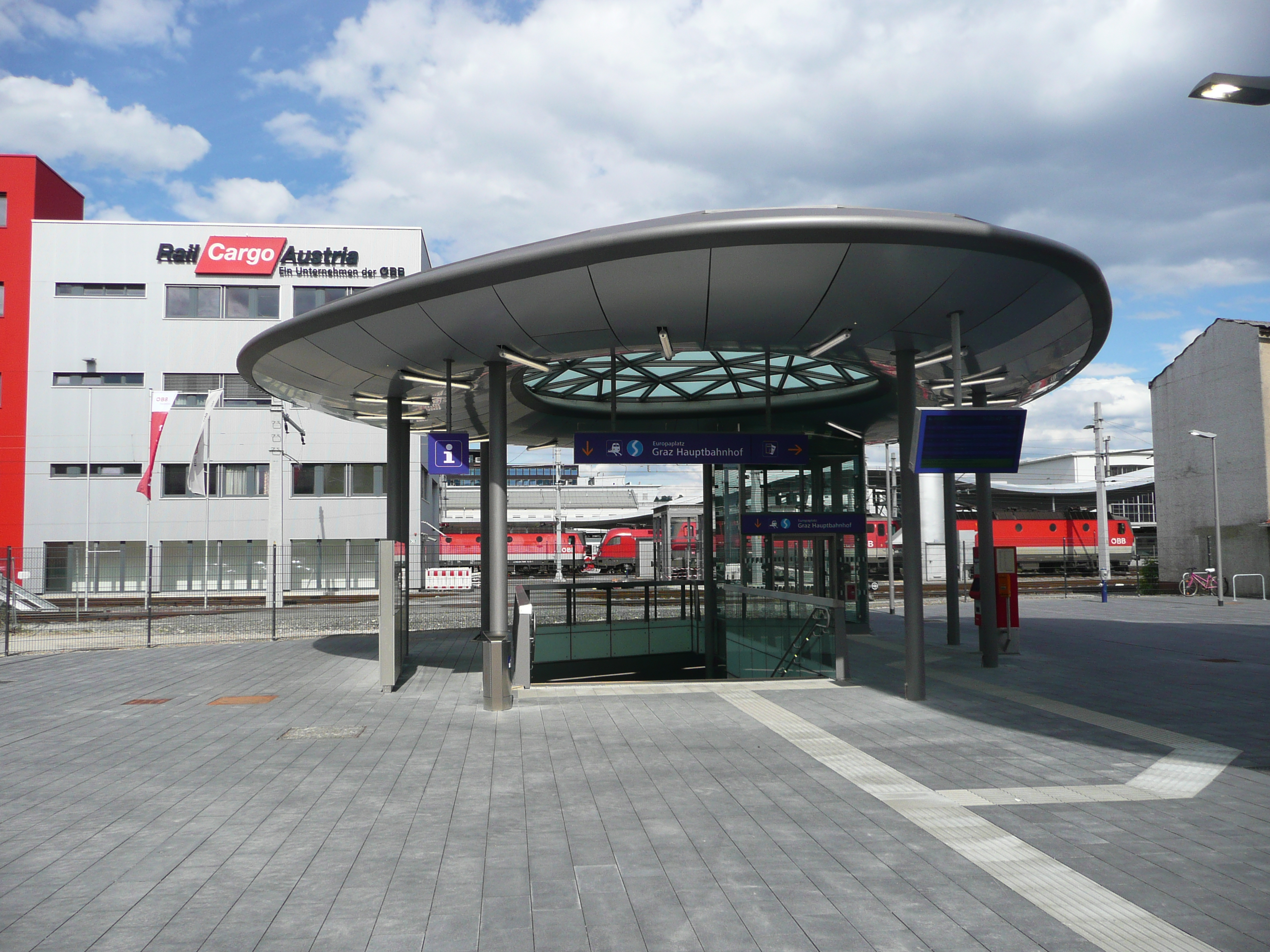
Uitgang aan de Wagner Biro Straße
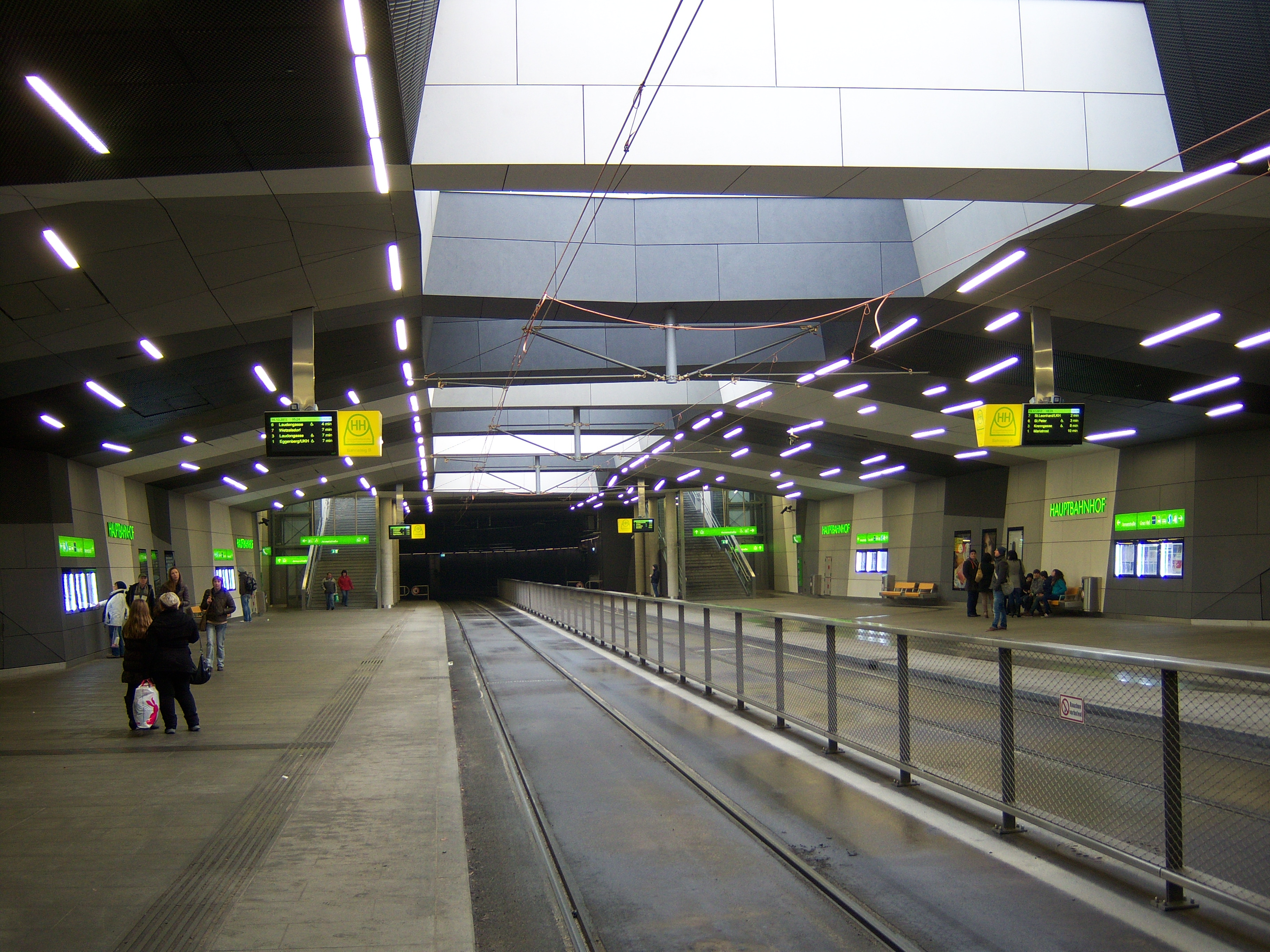
Ondergrondse tramhalte
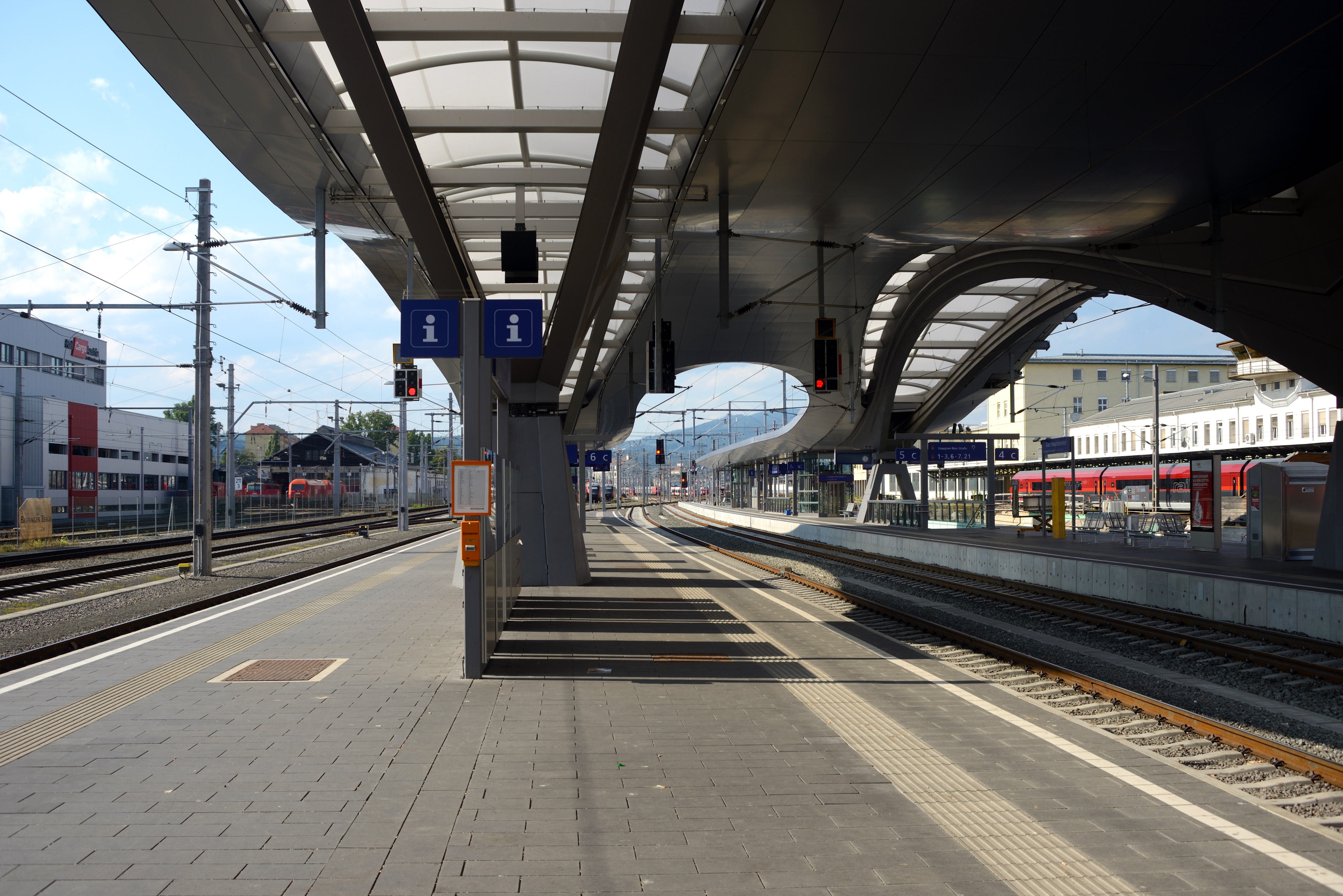
Nieuwe perron tussen spoor 6 en 7

De werkzaamheden betroffen niet alleen de spoorzijde maar ook een herinrichting van het stationsplein en de tramtunnel daaronder. Hier werd een ovaal afdak geplaatst dat beschutting biedt aan de overstappers tussen trein en stadsbus. Dit Rondeau werd na een prijsvraag onder de lezers van de Kleine Zeitung Golden Eye genoemd.
Ondergronds werd voor de tram, die tussen meubelhuis Leiner in de Annenstraße en de westkant van het spoor de Europaplatz kruiste in een tunnel, op de plaats van de eindlus van lijn 3 en 6 op het stationsplein een tramhalte in een tunnelbak voor de lijn 1, 3, 6 en 7 gebouwd. Aan de zuidkant sluit deze met een bocht richting de stad aan op de bestaande tunnel. Aan de noordzijde nemen de trams een krappe bocht van bijna 180 graden waarna het station wordt gekruist ter hoogte van de voormalige bioscoop met doorlopende voorstelling en de vervolgens weer boven komt ter hoogte van de westelijke tunnelmond van de vroegere tramtunnel. De eindlus voor de trams werd verplaatst naar de  Asperngasse (eindhalte Laudongasse). De “Nahverkehrsdrehscheibe” Graz werd eind 2012 in gebruik genomen. Tijdens de aanleg werden drie bommen uit de Tweede Wereldoorlog aangetroffen. Een kon niet worden afgevoerd en werd op 25 maart 2011 tot ontploffing gebracht wat een aanzienlijke schade aan omliggende gebouwen veroorzaakte, onder meer aan de groene neonbuizen van de historische stationsklok die de wijzerplaat en de wijzers vormden. 
In december 2012 werd begonnen met de bouw van een nieuwe spoorbrug over de Eggenberger Straße. Dit betekende dat een van de belangrijkste oost-west verbindingen in Graz een jaar gesloten was. Al het autoverkeer tussen Lend en Eggenberg moest gedurende de bouw uitwijken naar de onderdoorgangen bij Don Bosco en de Peter-Tunner-Gasse.
De ombouw was onderdeel van het grotere project “Südstrecke” van ÖBB-Infrastruktur dat ook de Semmering-Basistunnel en de Koralmspoorlijn omvat. 
Op 20 en 21 mei werd het reizigersinformatiesysteem op Graz Hauptbahnhof en de omliggende stations vernieuwd en het omroepsysteem vervangen door een synthetische stem die ook automatisch melding doet van vertragingen, spoorwijzigingen en uitgevallen treinen. 

## Inrichting en emplacement

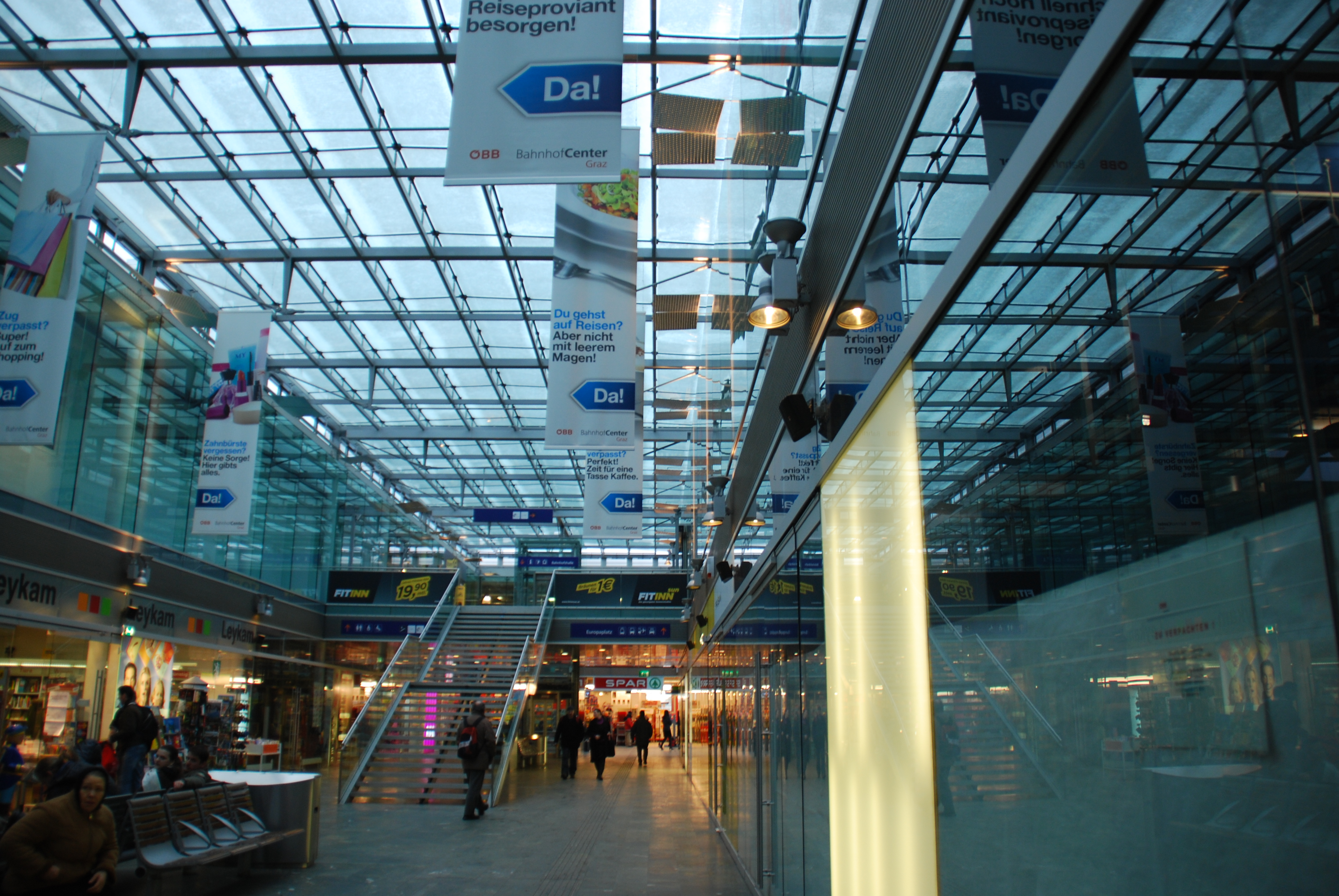
De galerij ten noorden van de stationshal
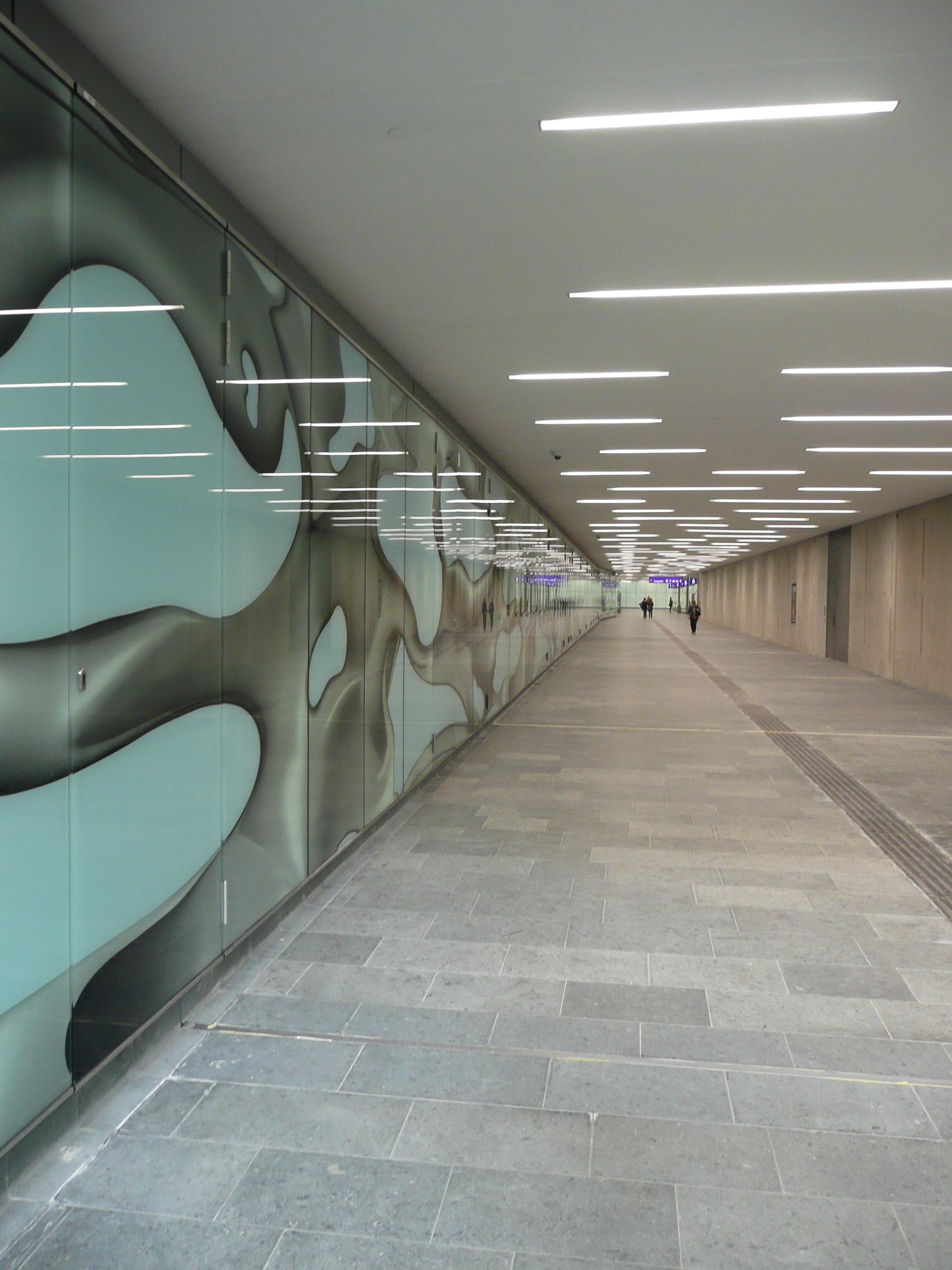
De noordelijke reizigerstunnel
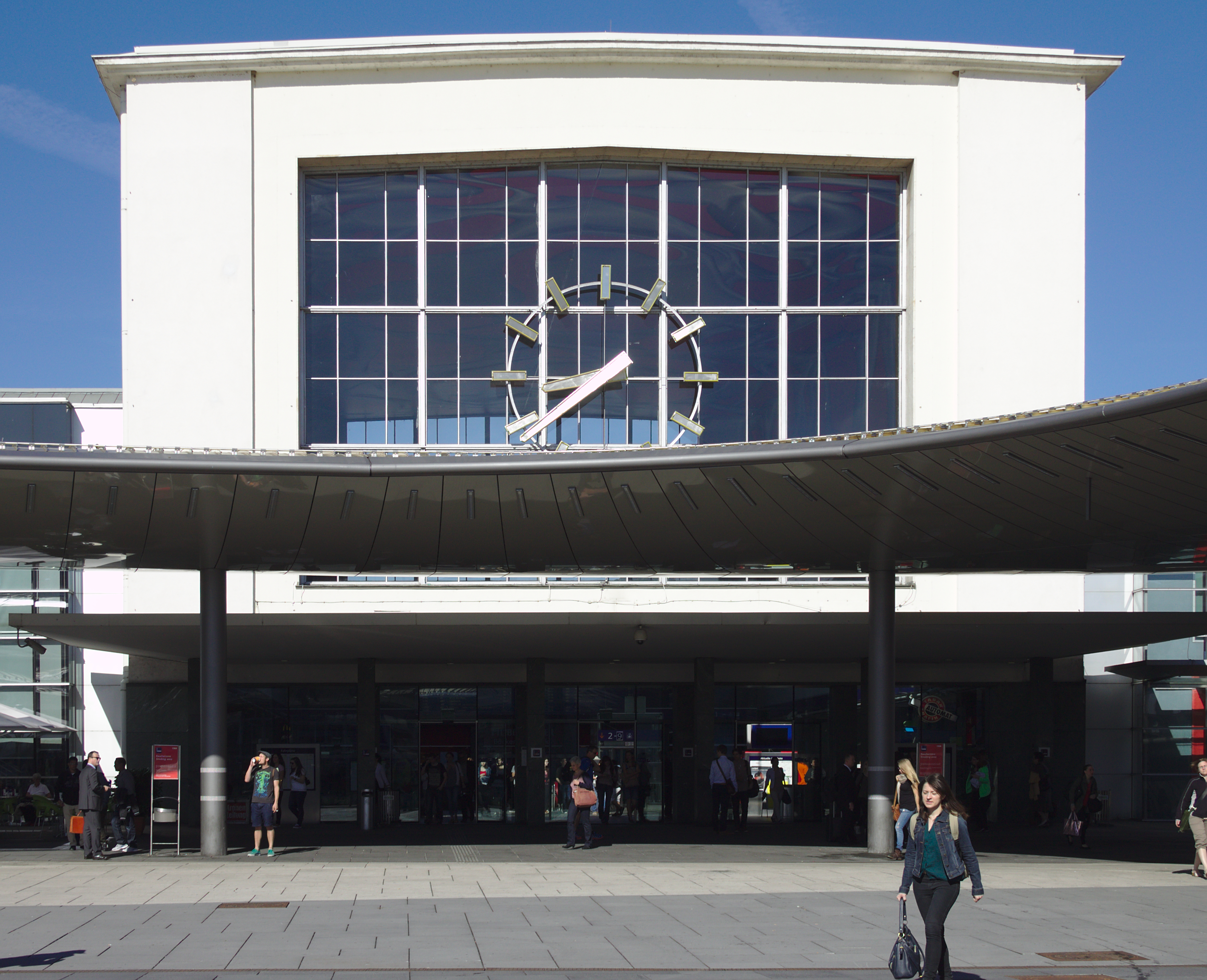
Voorgevel van het station

Het stationsgebouw bestaat uit de stationshal, een voorbouw met een overdekte galerij aan de noordzijde, een noordvleugel met twee bouwlagen en een zuidvleugel met drie bouwlagen. 
In de hal zijn het ÖBB-Reisezentrum mit Reisebüro, een ÖBB Club Lounge en in totaal zeven kaartautomaten te vinden. In de omgebouwde voorbouw, waar vroeger de bagageopslag en de bagagekluizen waren zijn nu een Spar-supermarkt met verlengde openinstijden, een postkantoor, een boek- en tijdschriftenwinkel, Fitness Center, verschillende broodjeszaken en cafés. De zuidvleugel herbergt filialen van McDonald's en Subway, een sushi-restaurant en een filiaal van de Grazer Pizzeria-keten Don Camillo.
Onderaan de roltrappen tussen de stationshal en de zuidelijke reizigerstunnel is een snackbar en staan 120 bagagekluizen. Midden 2013 werd iets ten noorden van de aankomsthal ter hoogte van de Spar de vernieuwde noordelijke reizigerstunnel, zonder roltrappen, geopend met een nieuwe  toegang, met een vaste trap en een lift, aan de westkant van het emplacement bij de monumentale watertoren. Hiermee is voor het eerst een voor iedereen toegestane oversteek van het emplacement mogelijk, al is het geplande fietspad in de tunnel er niet gekomen. In de noordvleugel van het stationsgebouw zijn een politiebureau en de treindienstleiding ondergebracht, aan de spoorzijde is dit te zien aan het seinhuis dat op het gebouw is geplaatst.
De gebouwen van de post zijn aan de noordkant tegen het stationsgebouw aangebouwd, dit betreft onder andere het expeditieknooppunt met eigen spooraansluiting. Sinds de verkoop van het hoofdpostkantoor in het centrum in 2008 is ook de administratie van de post bij het station gevestigd.
Verder naar het noorden liggen opstelsporen en een grote onderhoudsloods die werd opgetrokken op het terrein van de vroegere goederenoverslag. Het goederenverkeer wordt sinds 2003 vooral afgehandeld bij de Terminal Graz Süd in Werndorf, de goederenloodsen werden allemaal afgebroken en in 2009 vervangen door de opstelsporen en werkplaats voor rijtuigen. In het noorden kommen alle sporen samen om met een brug de Peter-Tunner-Gasse te kruisen en ten noorden van de brug weer uitwaaieren op het rangeerterrein Gösting.
Er zijn 10 perronsporen; acht doorgaande sporen (1-7, 9) en twee kopsporen (8 & 21). Bijna alle perrons zijn in tweeën gedeeld en zijn allemaal rolstoeltoegankelijk. De perronverhoging, de verlenging van de perrons tot 420 meter en de bouw van twee extra perrons werd in de loop van het project gerealiseerd. Daarnaast kregen de perrons op de sporen 1 en 21, die direct op de stationshal aansluiten, na, liften en een of twee roltrappen. 
Achter spoor 7 liggen de opstelsporen van ÖBB-Produktion Graz, hun kantoor met werkplaats met rolbrug en draaischijf. Hier staat ook de watertoren aan de Waagner-Biro-Straße die op de monumentenlijst staat. In de kelder van het kantoorgebouw is de H0 modelbaan van de Grazer Eisenbahner-Modelleisenbahnclub (GEMEC) ondergebracht.
Aan het zuideinde van het stationsgebouw ligt de voormalige bioscoop, die ook op de monumentenlijst staat. In 1957 werd deze geopend als een van de modernste bioscopen in Oostenrijk en had een doorlopende voorstelling. Vanaf eind jaren 70 werd het als seksbioscoop uitgebaat totdat ÖBB de huur opzegde en de bioscoop in september 2010 werd gesloten.
Het perron langs het stationsgebouw loopt aan de zuidkant door over de brug over de Eggenberger Straße naar de laad- en losplaats voor de autoslaaptrein ten zuiden van de brug.

### Fietsverkeer
Fietsers kunnen rond het station gebruikmaken van het fietspad langs de westkant van de Bahnhofgürtel tussen het kruispunt bij de Keplerstraße en dat bij de Annenstraße, verder zijn er fiets-voetpaden aan weerszijden van de onderdoorgang van de Eggenberger Straße naar het westen.
Op het stationsplein aan de oostkant van het station wordt stapvoets fietsen meestal gedoogd, ook op de stoep, de voetgangerszone en de busbanen. De actiegroep Critical Mass rijdt graag een paar rondjes onder het Golden-Eye, al verzocht de politie in 2022 een keer om hier mee op te houden.  
In de gebouwen en op de perrons wordt door de beveiliging ook tegen stapvoets fietsen opgetreden op grond van de huisregels. 
Het eerste perron sluit gelijkvloers aan op de stationshal de andere perrons zijn via twee trappen of twee liften bereikbaar. Normale fietsen kunnen in elke lift, bakfietsen (+/- 243 cm) en tandems (+/- 250 cm) passen schuin in de liften van de noordelijke tunnel. De lift in de stationshal en de enige naar het perron van de GKB moet ook het voorwiel opgetild worden.

## Nachtsluiting
Afhankelijk van de tijden in de dienstregeling is het stationsgebouw 's winters tussen ongeveer 0:30 3n 4:00 gesloten. In geval van treinverkeer in deze periode wordt een van de hallen voor de passage van reizigers geopend.

## Reizigersverkeer

### Stads- en streekvervoer
| Lijn          | Route |
| S-Bahn en REX | |
| ------------- | --- |
| S1            | Graz Hbf – Frohnleiten – Bruck an der Mur                                                                              |
| S3            | Graz Hbf – Gleisdorf – Fehring (– Szentgotthárd)                                                                       |
| S5            | Graz Hbf – ✈ Flughafen Graz-Feldkirchen – Kalsdorf – Spielfeld-Straß (– Bad Radkersburg)                               |
| S6            | Graz Hbf – Werndorf – Wettmannstätten – Deutschlandsberg – Wies-Eibiswald                                              |
| S61           | Graz Hbf – Lieboch – Wettmannstätten – Deutschlandsberg – Wies-Eibiswald                                               |
| S7            | Graz Hbf – Lieboch – Köflach                                                                                           |
| S11           | (Graz Hbf –) Peggau-Deutschfeistritz – Übelbach                                                                        |
| S31           | (Graz Hbf –) Gleisdorf – Weiz                                                                                          |
| REX           | naar Mürzzuschlag, Fehring (-Szentgotthárd), Spielfeld-Straß, Bad Radkersburg, Leoben Hauptbahnhof, Unzmarkt, Selzthal |
| Tram          | |
| 1             | Eggenberg/UKH – Mariatrost                                                                                             |
| 4             | Reininghaus – Liebenau                                                                                                 |
| 6             | Smart City – St. Peter                                                                                                 |
| 7             | Wetzelsdorf – LKH Med Uni/Klinikum Nord                                                                                |
| Stadsbus      | |
| 52            | Ziegelstraße – Hauptbahnhof S – Zentralfriedhof                                                                        |
| 53            | Hauptbahnhof S – Stattegg Fuß der Leber                                                                                |
| 58            | Hauptbahnhof S – Ragnitz                                                                                               |
| 63            | Hauptbahnhof S – Schulzentrum St. Peter                                                                                |
| N1 (Nachtbus) | Gösting – Hauptbahnhof S – Jakominiplatz – Mariatrost – Fölling P&R                                                    |
| N2 (Nachtbus) | Webling – Reininghaus – Hauptbahnhof S – Jakominiplatz – Wirtschaftskammer                                             |
| N7 (Nachtbus) | Karl-Etzel-Weg – Hauptbahnhof S – Jakominiplatz – St.Leonhard – Ragnitz – Stifting                                     |
| Streekbus     | |
| 100           | Hauptbahnhof S – Gratwein – Frohnleiten – Bruck/Mur                                                                    |
| 110           | Hauptbahnhof S – Gratwein – Rein (– Enzenbach)                                                                         |
| 120           | Hauptbahnhof S – Gratwein – Stiwoll                                                                                    |
| 121           | Hauptbahnhof S – St. Oswald                                                                                            |
| 130           | Hauptbahnhof S – Gratwein – St. Pankrazen                                                                              |
| 140           | Hauptbahnhof S – Gratkorn – Semriach                                                                                   |
| 200           | (Hauptbahnhof S) – Graz AHP – Mitterdorf – Weiz                                                                        |
| 201           | (Hauptbahnhof S) – Graz AHP – Gschwendt – Weiz                                                                         |
| X30           | Hauptbahnhof S – Graz AHP – Gleisdorf – Hartberg (Express > stopt niet tussen Graz en Gleisdorf)                       |
| X31           | Hauptbahnhof S – Graz AHP – Autobahn – Hartberg                                                                        |
| 300           | Hauptbahnhof S – Graz AHP – Gleisdorf – Hartberg                                                                       |
| X40           | Hauptbahnhof S – Graz AHP – Gleisdorf – Ilz – Fürstenfeld (Express > stopt niet tussen Graz en Gleisdorf)              |
| X41           | Hauptbahnhof S – Graz AHP – Autobahn – Fürstenfeld                                                                     |
| 470           | Hauptbahnhof S – Graz AHP – Gleisdorf – Ilz – Fürstenfeld                                                              |
| 500           | (Hauptbahnhof S) – Graz AHP – St.Stefan i. Rosental                                                                    |
| 710           | Hauptbahnhof S – Hitzendorf – Söding-Mooskirchen                                                                       |
| 711           | Hauptbahnhof S – Mantscha – Premstätten-Tobelbad                                                                       |
| 712           | Hauptbahnhof S – Hitzendorf – St. Bartholomä                                                                           |
| 720           | Hauptbahnhof S – Lieboch – Voitsberg                                                                                   |
| X81           | Hauptbahnhof S – Autobahn – Trofaiach                                                                                  |

### Langeafstand
| Treindienst              | Route | Frequentie                                                             |
| ------------------------ | --- | ---------------------------------------------------------------------- |
| Railjet                  | Graz Hbf – Bruck an der Mur – Wiener Neustadt Hbf – Wien Hbf (– Flughafen Wien)                                                                            | 1x per twee uur                                                        |
| Railjet                  | Graz Hbf – Bruck an der Mur – Wiener Neustadt Hbf – Wien Hbf – Brno hl.n – Praha hl.n (– Dresden Hbf – Berlin Hbf – Berlin Charlottenburg)                 | 1x per twee uur                                                        |
| Railjet                  | Graz Hbf – Bruck an der Mur – Leoben Hbf – Unzmarkt – Friesach – Klagenfurt Hbf – Villach Hbf                                                              | 1 trein per dag                                                        |
| Intercity                | Graz Hbf – Leoben Hbf – Selzthal – Linz Hbf | vier treinparen per dag op verschillende momenten aangevuld met een 5e |
| Intercity                | Graz Hbf – Leoben Hbf – Selzthal – Bischofshofen – Salzburg Hbf                                                                                            | drie treinparen per dag                                                |
| Intercity                | Graz Hbf – Leoben Hbf – Selzthal – Bischofshofen – Schwarzach-St.Veit – Wörgl Hbf – Innsbruck Hbf                                                          | een treinpaar per dag                                                  |
| Intercity                | (Ljubljana – Maribor – Spielfeld-Straß –) Graz Hbf – Gleisdorf – Szentgotthárd – Szombathely – Győr – Budapest k.                                          | twee treinparen per dag                                                |
| Eurocity                 | Graz Hbf – Leoben Hbf – Selzthal – Bischofshofen – Salzburg Hbf – Frankfurt Hbf (– Erfurt Hbf) / Saarbrücken Hbf                                           | twee treinparen per dag                                                |
| Eurocity                 | Wien Hbf – Graz Hbf – Spielfeld-Straß – Maribor – Zagreb Gl.K./ Ljubljana – Trieste C.                                                                     | twee treinparen per dag                                                |
| Eurocity                 | Graz Hbf – Leoben Hbf – Selzthal – Bischofshofen – Schwarzach-St.Veit – Innsbruck Hbf – Feldkirch – Zürich HB                                              | een treinpaar per dag                                                  |
| Eurocity                 | Graz Hbf – Bruck an der Mur – Wiener Neustadt Hbf – Wien Hbf – Bohumín – Kraków Gł. – Przemyśl Gł.                                                         | een treinpaar per dag                                                  |
| D-trein                  | Graz Hbf – Leoben Hbf – Selzthal – Bischofshofen – Schwarzach-St.Veit                                                                                      | een treinpaar per dag                                                  |
| D-trein                  | Graz Hbf – Leibnitz – Spielfeld-Straß | drie treinparen per dag                                                |
| D-trein                  | Graz Hbf – Bruck an der Mur – Wiener Neustadt Hbf – Wien Hbf                                                                                               | een treinpaar + extratrein per dag                                     |
| ÖBB Nightjet             | Graz Hbf – Leoben Hbf – Selzthal – Bischofshofen – Schwarzach-St.Veit – Innsbruck Hbf – Feldkirch – Zürich HB                                              | een treinpaar per dag                                                  |
| ÖBB Nightjet / EuroNight | Graz Hbf – Bruck an der Mur – Wiener Neustadt Hbf – Wien Hbf – Bohumín – Wrocław G. – Lublin – Berlin Hbf – Berlin Charlottenburg/Kraków Gł. – Warszawa W. | een treinpaar per dag                                                  |
| EuroNight                | Bratislava hl. st. – Wien Hbf – Graz Hbf – Spielfeld-Straß – Maribor – Zagreb Gl.K. – Split                                                                | twee treinparen per week (in het seizoen)                              |
| Busdienst                | |                                                                        |
| Intercitybus (FLIXBUS)   | Graz Hbf – Wolfsberg – Klagenfurt Hbf | 1 keer per uur                                                         |

In samenhang met de voltooiing van de Koralmspoorlijn in 2025 en de Semmering-Basistunnel in, naar verwachting, 2030 is het de bedoeling om elk uur een Railjet tussen Wenen en Villach te laten rijden. Om en om rijdt deze dan verder naar Salzburg respectievelijk Duitsland. Ook zal dan een keer per twee uur een Railjetexpress (RJX) tussen Praag en Villach rijden via Graz. Deze rijdt dan een keer per vier uur verder naar Venetië en Ljubljana. De treindienst Wenen – Graz krijgt een frequentie van een maal per uur, wat samen met de andere treinen resulteert in ieder half uur een trein tussen Wien Hbf en Graz Hbf. Volgens de plannen moet ook een keer per vier uur worden doorgereden naar Tsjechië en/of Polen.
Door een interregio systeem zal Maribor een maal per uur met Graz worden verbonden. Linz Hbf en Wörgl Hbf/Innsbruck Hbf krijgen een maal per twee uur een verbinding met Graz. Deze diensten betekenen samen een frequentie van een keer per uur tussen Graz en Selzthal. Dit betekent ook dat de twee grootste steden van Steiermark een maal per uur een rechtstreekse treinverbinding krijgen. Daarnaast bestaan er plannen voor een verbinding tussen Graz en Hongarije via Gleisdorf en Fehring en de een keer per uur rijdende Interregio tussen Bruck/Mur en  Klagenfurt via Unzmarkt zal een keer per twee uur via Graz rijden.